# کارلو لیتزانی
کارلو لیتزانی (به ایتالیایی: Carlo Lizzani) کارگردان، فیلم‌نامه‌نویس و منتقد ایتالیایی بود.

## زندگی
لیتزانی در ۳ آوریل ۱۹۲۲ در رم زاده شد. پس از جنگ جهانی دوم و دراواخر دهه ۴۰ به عنوان فیلم‌نامه‌نویس با کارگردانان برجسته سینمای ایتالیا همکاری کرد که دو فیلم آلمان سال صفر (۱۹۴۸) روبرتو روسلینی (برنده جایزه فیلمنامه اصلی جشنواره لوکارنو) و برنج تلخ (۱۹۴۹) جوزپه دسانتیس (نامزد جایزه اسکار بهترین فیلم‌نامه غیر افتباسی) برجسته‌ترین کارهای وی محسوب می‌شوند.
پس از ساختن چندین اثر مستند، او اولین فیلم بلند خود را با نام توجه! راهزنان! در سال ۱۹۵۱ ساخت که یک درام جنگی تحسین شده با بازی جینا لولوبریجیدا است.
خاطرات دلدادگان بیچاره ۱۹۵۴ او را به یک کارگردان مستحکم فیلم‌های ژانر تبدیل کرد.
فیلمهای جنایی برجسته از قبیل خشونت چهارگانه (۱۹۶۸)، جو دیوانه (۱۹۷۴) یا کمدی روما بنه (۱۹۷۱) مهم‌ترین کارهای وی در مقام کارگردان هستند.
او در دهه ۸۰ به‌طور مداوم با تلویزیون ایتالیا همکاری داشت و از فیلم‌های او در این دوره می‌توان به فونتامارا اشاره نمود. وی در سال ۱۹۸۷ عضو هیئت ژوری جشنواره ونیز و در سال ۱۹۹۴ عضو هیئت ژوری جشنواره برلین بود
لیتزانی سرانجام در ۵ اکتبر ۲۰۱۳ با پریدن از بالکن طبقه سوم خانه‌اش در رم خودکشی کرد.